# Liste der Biografien/Woll
Liste der Biografien |
Portal Biografien |
Personensuche
# |
A |
B |
C |
D |
E |
F |
G |
H |
I |
J |
K |
L |
M |
N |
O |
P |
Q |
R |
S |
T |
U |
V |
W |
X |
Y |
Z |
?
 
Wa |
Wc |
Wd |
We |
Wh |
Wi |
Wj |
Wl |
Wn |
Wo |
Wr |
Ws |
Wt |
Wu |
Ww |
Wy |
Wz
 
Woa |
Wob |
Woc |
Wod |
Woe |
Wof |
Wog |
Woh |
Woi |
Woj |
Wok |
Wol |
Wom |
Won |
Woo |
Wop |
Wor |
Wos |
Wot |
Wou |
Wov |
Wow |
Wox |
Woy |
Woz
 
Wola |
Wolb |
Wolc |
Wold |
Wole |
Wolf |
Wolg |
Wolh |
Woli |
Wolj |
Wolk |
Woll |
Wolm |
Woln |
Wolo |
Wolp |
Wolr |
Wols |
Wolt |
Wolv |
Woly |
Wolz
Die Liste der Biografien führt alle Personen auf, die in der deutschsprachigen Wikipedia einen Artikel haben. Dieses ist eine Teilliste mit 213 Einträgen von Personen, deren Namen mit den Buchstaben „Woll“ beginnt.

## Woll
- Woll, Albert (1906–1991), deutscher Jurist
- Woll, Alexander (* 1963), deutscher Sportwissenschaftler und Hochschullehrer
- Wöll, Alexander (* 1968), deutscher Slawist und Hochschulpräsident
- Woll, Artur (1923–2020), deutscher Wirtschaftswissenschaftler und Lehrbuchautor
- Woll, Bencie (* 1950), amerikanisch-britische Linguistin für Gebärdensprache
- Wöll, Christof (* 1959), deutscher Physiker und Physikochemiker
- Woll, Deborah Ann (* 1985), US-amerikanische Schauspielerin
- Woll, Dieter (1933–2012), deutscher Romanist, Hispanist und Lusitanist
- Woll, Erna (1917–2005), deutsche Komponistin, Kirchenmusikerin und Autorin
- Woll, Felicitas (* 1980), deutsche SchauspielerinFelicitas Woll (* 1980)

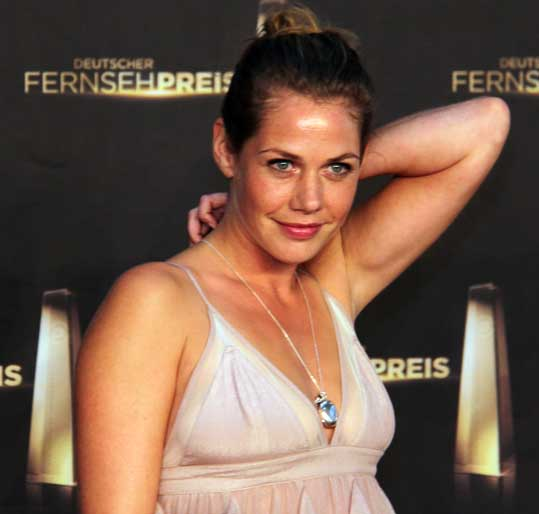
Felicitas Woll (* 1980)

- Woll, Helmut (* 1950), deutscher Ökonom und Professor
- Wöll, Karl (1903–1972), deutscher Politiker (SPD), MdL
- Woll, Karl August (1834–1893), pfälzischer Mundartdichter
- Woll, Katharina (* 1984), deutsche Filmregisseurin und Drehbuchautorin
- Wöll, Marcel (* 1983), deutscher Rechtsextremist
- Woll, Matthew (1880–1956), US-amerikanischer Gewerkschafter
- Woll, Ralf (* 1957), deutscher Ingenieur und Hochschullehrer

### Wolla
- Wollacott, Joe (* 1996), ghanaisch-englischer Fußballtorhüter
- Wollang, Helmut (* 1901), deutscher SS-Sturmbannführer und Mitarbeiter im SS-Hauptamt Volksdeutsche Mittelstelle
- Wollank, Otto von (1862–1929), deutscher Landwirt und Gutsbesitzer
- Wollanke, Karl-Friedrich (1884–1968), deutscher Konteradmiral der Kriegsmarine
- Wollant, François Sainte de (1752–1818), niederländisch-russischer Militäringenieur
- Wollasch, Hans (1903–1975), deutscher Sozialpädagoge
- Wollasch, Joachim (1931–2015), deutscher Historiker
- Wollaston, Ally (* 2001), neuseeländische Radsportlerin
- Wollaston, George Buchanan (1814–1899), britischer Architekt und Pflanzensammler
- Wollaston, John, britischer Porträtmaler
- Wollaston, Sarah (* 1962), britische Politikerin, Abgeordnete im britischen Unterhaus
- Wollaston, Thomas Vernon (1822–1878), britischer Entomologe
- Wollaston, William (1659–1724), englischer Moralphilosoph
- Wollaston, William Hyde (1766–1828), englischer Arzt, Physiker und Chemiker

### Wollb
- Wollbold, Andreas (* 1960), deutscher Theologe
- Wollbrink, Bruno (* 1957), deutscher Politiker (SPD), Bürgermeister von Herford
- Wollburg, Gerd (1924–1990), deutscher Wirtschaftsjurist

### Wolle
- Wolle, Björn (* 1963), deutscher Physiker, Wirtschaftsinformatiker und Hochschullehrer
- Wolle, Carola (* 1963), deutsche Unternehmerin und Politikerin (AfD), MdL
- Wolle, Christoph (1700–1761), deutscher Theologe
- Wolle, Gertrud (1891–1952), deutsche Schauspielerin
- Wolle, Hans-Joachim, deutscher Journalist, Reporter und Moderator
- Wolle, Jörg (* 1957), Schweizer Manager
- Wolle, Stefan (* 1950), deutscher HistorikerStefan Wolle (* 1950)

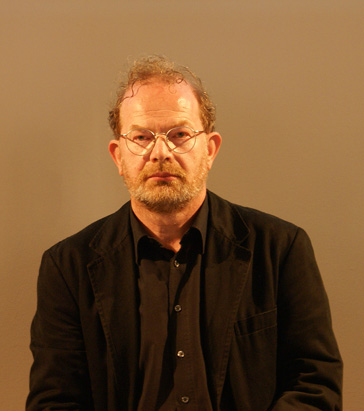
Stefan Wolle (* 1950)

- Wolleb, Johann Jakob der Ältere (1613–1667), Schweizer Organist, Theologe und Komponist
- Wolleb, Johannes (1586–1629), Schweizer reformierter Pfarrer und Theologieprofessor
- Wolleber, David († 1597), württembergischer Chronist
- Wolleh, Lothar (1930–1979), deutscher Photograph
- Wollek, Bob (1943–2001), französischer AutomobilrennfahrerBob Wollek (1943–2001)

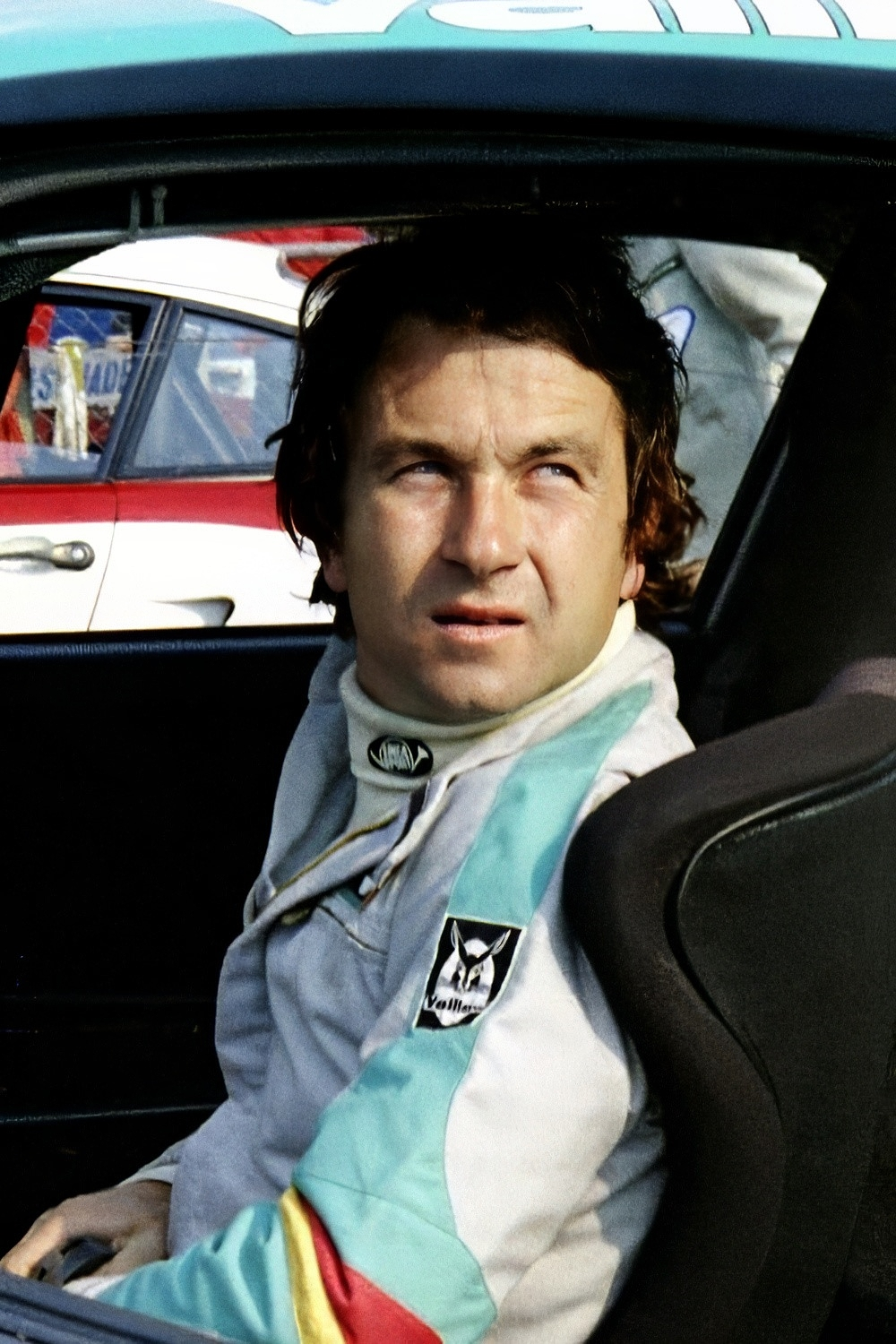
Bob Wollek (1943–2001)

- Wollek, Carl (1862–1936), österreichischer Bildhauer
- Wollek, Richard (1874–1940), österreichischer Politiker (CS), Landtagsabgeordneter, Abgeordneter zum Nationalrat
- Wollemann, August (1862–1920), deutscher Lehrer, Geologe und Paläontologe
- Wollen, Peter (1938–2019), britischer Theoretiker, Drehbuchautor, Regisseur
- Wollenberg, Adolf (1874–1950), deutsch-britischer Architekt und Kunstsammler
- Wollenberg, Erich (1892–1973), stellvertretender Leiter der Roten Armee der bayerischen Räterepublik und KPD-Funktionär
- Wollenberg, Ernst (1860–1946), deutscher Jurist in der Universitätsverwaltung
- Wollenberg, Friedrich Wilhelm (1921–2011), deutscher Germanist
- Wollenberg, Hans (1893–1952), deutscher Filmkritiker, Filmtheoretiker und kurze Zeit auch Filmproduzent
- Wollenberg, Jens-Paul (* 1952), deutscher Sänger, Dichter und Vortragskünstler
- Wollenberg, Jörg (* 1937), deutscher Historiker und Autor
- Wollenberg, Karl (1903–1958), deutscher Politiker (NSDAP), MdR
- Wollenberg, Loretta (* 1959), deutsche Schauspielerin und Regisseurin
- Wollenberg, Manfred (* 1928), deutscher Fußballspieler
- Wollenberg, Robert (1862–1942), deutscher Psychiater und Neurologe
- Wollenberger, Albert (1912–2000), deutscher Biochemiker, Pharmakologe und Herzforscher
- Wollenberger, Knud (1952–2012), deutschsprachiger Lyriker dänischer Nationalität und inoffizieller Mitarbeiter der DDR-Staatssicherheit
- Wollenberger, Werner (1927–1982), Schweizer Autor, Regisseur, Journalist und Kritiker
- Wollenek, Gregor (* 1953), österreichischer Herzchirurg und Hochschullehrer
- Wollenhaupt, Carl Martin (* 1870), Mitglied des Provinziallandtages der Provinz Hessen-Nassau
- Wollenhaupt, Gabriella (* 1952), deutsche Journalistin und Schriftstellerin
- Wollenhaupt, Karl Otto Ehrenfried Ferdinand (1805–1873), königlich preußischer Generalmajor und zuletzt Kommandant von Glogau
- Wollenheit, Ludwig (* 1915), sudetendeutscher Maler und Zeichner
- Wollenmann, Peter (* 1952), Schweizer Radrennfahrer
- Wollenschläger, Ferdinand (* 1976), deutscher Rechtswissenschaftler und Hochschullehrer
- Wollenschläger, Harry (1927–2001), deutscher Schausteller und Politiker (CDU), MdA Berlin
- Wollenschläger, Jens (* 1976), deutscher Organist und evangelischer Kirchenmusiker
- Wollenschläger, Max (* 1916), deutscher Fußballspieler und Fußballtrainer
- Wollenschläger, Michael (1946–2008), deutscher Rechtswissenschaftler
- Wöllenstein, Christoph (* 1969), deutscher Basketballspieler
- Wollenweber, Birgitta (* 1963), deutsche Pianistin
- Wollenweber, Eckhard (* 1941), deutscher Botaniker und Hochschullehrer
- Wollenweber, Hellmut (1903–1976), deutscher Wirtschaftswissenschaftler
- Wollenweber, Klaus (* 1939), deutscher evangelischer Theologe, Bischof der Evangelischen Kirche der Schlesischen Oberlausitz (1995–2004)
- Wollenweber, Ludwig August (1807–1888), deutsch-amerikanischer Buchdrucker, Zeitungsverleger und Korrespondent
- Wollenweber, Nathanael (1875–1951), deutscher Arzt
- Wollenzien, Ingeborg (1918–2004), deutsche Fotografin

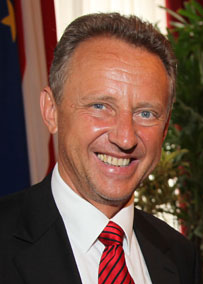
Ernst Woller (* 1954)

- Woller, Cecilie (* 1992), dänische Handballspielerin
- Woller, Ernst (* 1954), österreichischer Politiker (SPÖ), Bundesrat, Landtagsabgeordneter und GemeinderatErnst Woller (* 1954)
- Woller, Fie (* 1992), dänische Handballspielerin
- Wöller, Gergő (* 1983), ungarischer Ringer
- Wöller, Günter (1922–2005), deutscher Leichtathlet
- Woller, Hans (* 1952), deutscher Zeithistoriker
- Woller, Jakob († 1564), deutscher Bildhauer der Renaissance
- Wöller, Kerstin (* 1967), deutsche Meisterin im Bodybuilding
- Wöller, Klaus (1956–2024), deutscher Handballspieler
- Woller, Richard (1924–2013), deutscher Lebensmittelchemiker
- Wöller, Roland (* 1970), deutscher Politiker (CDU), MdL, Staatsminister in Sachsen
- Woller, Rudolf (1922–1996), deutscher Journalist und Schriftsteller
- Wöller, Steffen (* 1972), deutscher Rennrodler
- Wöller, Wilhelm (1907–1954), deutscher expressionistischer Maler
- Wollermann, Karl (1904–1993), deutscher Architekt, bildender Künstler, hoher NS-Kultur-Funktionär, erster Direktor der Hochschule für Bildende Künste Braunschweig
- Wollersheim, Bert (* 1951), deutscher Bordellbetreiber und Reality-TV-TeilnehmerBert Wollersheim (* 1951)

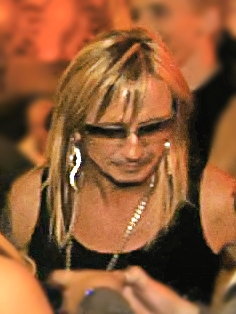
Bert Wollersheim (* 1951)

- Wollersheim, Lawrence (* 1951), US-amerikanischer Autor und ehemaliger Scientologe
- Wöllert, Birgit (* 1950), deutsche Politikerin (Die Linke), MdL, MdB
- Wollert, Carl (1877–1953), schwedischer Sportschütze
- Wollert, Heide (* 1982), deutsche Judoka
- Wöllert, Karl (1942–2023), österreichischer Politiker (SPÖ) und Geschäftsführer, Mitglied im Österreichischen Bundesrat
- Wollesen, Bettina (* 1972), deutsche Sportwissenschaftlerin und Hochschullehrerin
- Wollesen, Kenny (* 1966), US-amerikanischer Schlagzeuger, Vibraphonist und Perkussionist

### Wollf
- Wollf, Julius Ferdinand (1871–1942), deutscher Journalist und Verleger
- Wollf, Karl (1876–1952), deutscher Dramaturg und Schriftsteller
- Wollf-Friedberg, Johanna (* 1878), deutsche Dichterin
- Wollfarth, Eugen (* 1958), deutscher Diplomat

### Wollg
- Wollgandt, Edgar (1880–1949), deutscher Violinist
- Wollgarten, Karl Albert (1897–1937), deutscher Bischof in Costa Rica
- Wollgast, Matthias (* 1981), deutscher Künstler
- Wollgast, Siegfried (1933–2017), deutscher Philosophiehistoriker (Frühaufklärung) und Hochschullehrer

### Wollh
- Wöllhaf, Willrecht (1933–1999), deutscher Schriftsteller
- Wollheim da Fonseca, Anton Eduard (1810–1884), deutscher Schriftsteller, Dramaturg, Sprachwissenschaftler und Diplomat
- Wollheim, Caesar (1814–1882), deutscher Unternehmer und Kohle-Großhändler
- Wollheim, Donald A. (1914–1990), US-amerikanischer Science-Fiction-Autor und -Herausgeber
- Wollheim, Ernst (1900–1981), deutscher Mediziner
- Wollheim, Gert Heinrich (1894–1974), deutscher Maler des Expressionismus
- Wollheim, Hasso Heinrich (1893–1980), deutscher Chirurg
- Wollheim, Hermann (1817–1855), deutscher Arzt, Schriftsteller und Politiker
- Wollheim, Mauricio (1828–1906), mexikanischer Botschafter
- Wollheim, Norbert (1913–1998), deutscher Steuerberater, Mitglied des Zentralrats der Juden
- Wollheim, Richard (1923–2003), englischer Philosoph

### Wolli
- Wolli, Der (* 1974), deutscher Komiker und Entertainer
- Wollik, Anniken (* 1997), norwegische Handballspielerin
- Wollin, Paul (* 1989), deutscher Schauspieler
- Wollinger, Johann (1915–1965), österreichischer Politiker (ÖVP), Landtagsabgeordneter und Amtsführender Stadtrat
- Wollinger, Karl (1877–1945), österreichischer Politiker (GDVP), Abgeordneter zum Nationalrat und Landtagsabgeordneter im Burgenland
- Wollinger, Kurt (1901–1983), österreichischer Eishockeytorwart und -schiedsrichter
- Wollinger, Thomas (* 1968), österreichischer Schriftsteller
- Wöllisch, Luisa (* 1996), deutsche Schauspielerin
- Wollitz, Claus-Dieter (* 1965), deutscher Fußballspieler und -trainerClaus-Dieter Wollitz (* 1965)

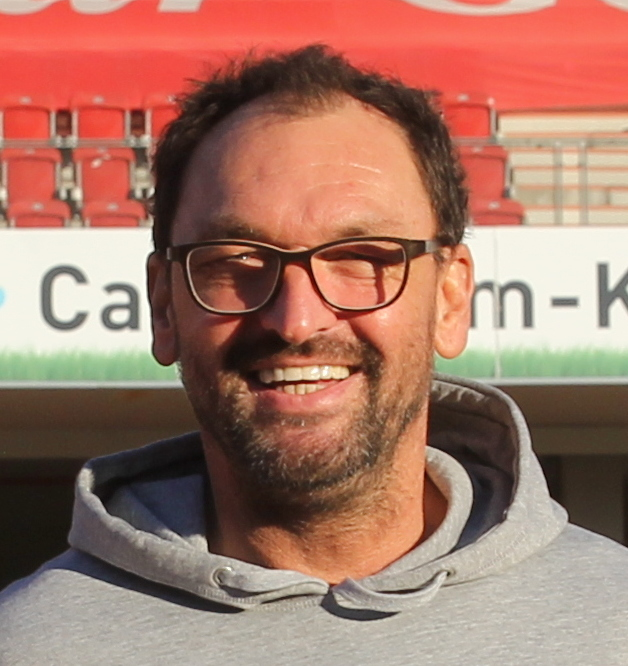
Claus-Dieter Wollitz (* 1965)

- Wollitz, Eduard (1928–2022), deutscher Opernsänger (Bass)
- Wollitz, Michael (* 1961), deutscher Fußballspieler

### Wollm
- Wollman, Harvey L. (1935–2022), US-amerikanischer Politiker
- Wollmann, Erich (1890–1943), deutscher Ingenieur
- Wollmann, Franz (1871–1961), österreichischer Pädagoge
- Wollmann, Hellmut (* 1936), deutscher Politik- und Verwaltungswissenschaftler
- Wollmann, Helmut (* 1947), deutscher Ruderer, Olympiasieger
- Wollmann, Herbert (* 1951), deutscher Politiker (SPD), MdB
- Wollmann, Marie (1829–1908), deutsche Kindergärtnerin und Lehrerin
- Wollmann, Ottilie (1882–1944), deutsche Bildhauerin
- Wollmann, Regina (1941–2023), deutsche römisch-katholische Ordensschwester und Äbtissin von St. Marienthal
- Wollmann, Thorsten (* 1966), deutscher Jazzmusiker (Trompete, Flügelhorn, Piano) und Komponist
- Wollmann, Wilhelm (1884–1976), deutscher Kommunalpolitiker (KPD, SED)
- Wollmar, Leopold (* 1844), deutscher Schriftsteller
- Wollmeiner, Udo (* 1935), deutscher Maler
- Wöllmer, Ferdinand (1836–1909), deutscher Unternehmer und Politiker (DFP), MdR
- Wollmershäuser, Timo (* 1972), Wissenschaftler am ifo Institut für Wirtschaftsforschung
- Wollmert, Jochen (* 1964), deutscher Tischtennisspieler

### Wolln
- Wollner, Anne (1939–2007), deutsche Schauspielerin
- Wöllner, Bruno (* 1908), deutscher Fußballspieler
- Wöllner, Christian (1798–1866), deutscher Chemiker und Unternehmer
- Wöllner, Clemens (* 1978), deutscher Musikwissenschaftler
- Wöllner, Erich (* 1931), deutscher Militär, Generalmajor der Grenztruppen der DDR
- Wollner, Georg (1903–1948), deutscher Politiker (NSDAP), MdR
- Wollner, Gerhard (1917–1997), deutscher Schauspieler und Kabarettist
- Wöllner, Heinz (1913–1945), deutscher Dreispringer
- Wollner, Leo (1925–1995), österreichischer Textildesigner
- Wollner, Michael (1890–1968), sudetendeutscher Lyriker und Dichter
- Wollner, Rolf (1906–1988), deutscher Hockeyspieler
- Wollner, Rudolf (1923–2002), deutscher Vertriebenenfunktionär
- Wollner, Sandra (* 1983), österreichische Filmregisseurin und Drehbuchautorin
- Wollny, Ewald (1846–1901), deutscher Agrarwissenschaftler
- Wollny, Fritz (1891–1965), deutscher Politiker (SPD/SED), Archivar
- Wollny, Lieselotte (1926–2019), deutsche Bürgerrechtlerin und Politikerin (Bündnis 90/Die Grünen), MdB
- Wollny, Michael (* 1978), deutscher Jazzmusiker (Pianist, Komponist)Michael Wollny (* 1978)

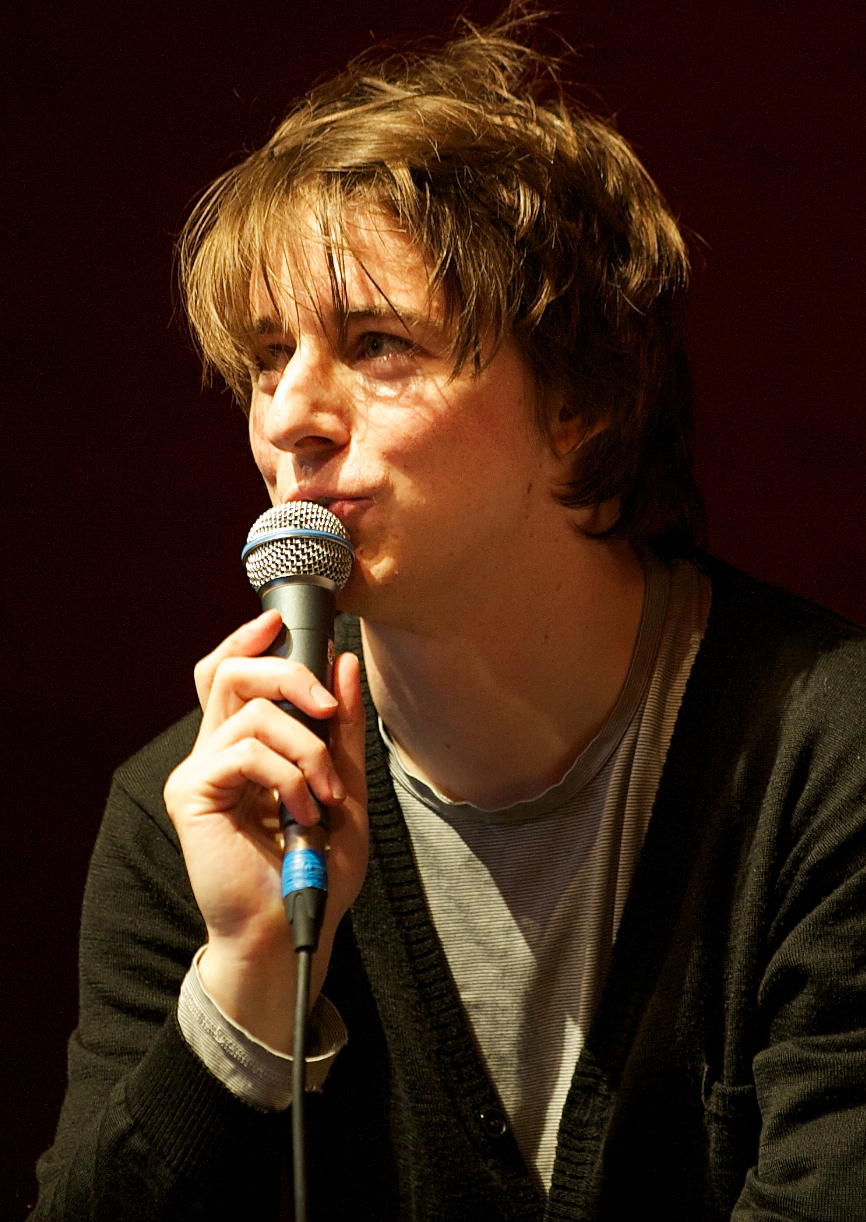
Michael Wollny (* 1978)

- Wollny, Peter (* 1961), deutscher Musikwissenschaftler
- Wollny, Rainer (* 1959), deutscher Sportwissenschaftler, Biologe, Hochschullehrer
- Wollny, Silvia (* 1965), deutsche Reality-TV-Darstellerin
- Wollny, Thomas (* 1952), deutscher Generalmajor

### Wollo
- Wøllo, Erik (* 1961), norwegischer Jazz- und Rockgitarrist und Komponist
- Wollo, Stephan, französischer Glockengießer
- Wollong, Ernst (1885–1944), deutscher Lehrer und Musikdirektor
- Wollong, Hans-Ludwig (* 1921), deutscher Musikpädagoge
- Wollong, Matthias (* 1968), deutscher Violinist
- Wollossowitsch, Konstantin Adamowitsch (1869–1919), russischer Chemiker, Geologe und Polarforscher

### Wollr
- Wollrab, Adalbert (* 1928), deutscher Chemiker und Hochschullehrer
- Wollrad, Rolf (1938–2022), deutscher Opernsänger (Bass)
- Wollrath-Kramer, Barbara (* 1952), deutsche Schauspielerin und Regisseurin

### Wolls
- Wollschack, Theodor (1855–1939), österreichisch-tschechoslowakischer Lehrer und Politiker der deutschen Minderheit in der Tschechoslowakei
- Wollscheid, Günther (1926–2006), deutscher Politiker (CDU), MdL
- Wollscheid, Philipp (* 1989), deutscher Fußballspieler
- Wollscheidt, André (1914–1995), luxemburgischer Boxer
- Wollschlaeger, Joseph von (* 1756), preußischer Landrat und Landesdirektor
- Wollschlaeger, Martin (* 1964), deutscher Ingenieur und Professor für Prozesskommunikation
- Wollschläger, Christian (1936–1998), deutscher Rechtswissenschaftler, Rechtshistoriker und Hochschullehrer
- Wollschläger, Hans (1935–2007), deutscher Schriftsteller und ÜbersetzerHans Wollschläger (1935–2007)

Hans Wollschläger (1935–2007)

- Wollschläger, Jörn (* 1978), deutscher Biathlet und Biathlontrainer
- Wollschläger, Luca (* 2003), deutscher Fußballspieler
- Wollschläger, Norbert (* 1960), deutscher Fußballspieler
- Wollschläger, Susanne (* 1965), deutsche Hockeyspielerin
- Wollschläger, Trude (1912–1975), deutsche Schwimmerin
- Wollschon, Gerd (1944–2012), deutscher Autor, Musiker und Kabarettist
- Wollseifer, Hans Peter (* 1955), deutscher Unternehmer und Lobbyist
- Wollseiffen, Siegfried (* 1944), deutscher Politikwissenschaftler und Schriftsteller
- Wollstadt, Hanns-Joachim (1929–1991), deutscher Geistlicher, Bischof der Evangelischen Kirche der schlesischen Oberlausitz
- Wollstädter, Bruno (1878–1940), deutscher Bildhauer
- Wollstein, Dieter (* 1947), deutscher Gastronom
- Wöllstein, Gerhard (* 1963), deutscher Komponist
- Wollstein, Günter (* 1939), deutscher Historiker und Hochschullehrer
- Wollstein, Martha (1868–1939), US-amerikanische Medizinerin und Forscherin
- Wollstonecraft, Mary (1759–1797), englische Schriftstellerin und FrauenrechtlerinMary Wollstonecraft (1759–1797)

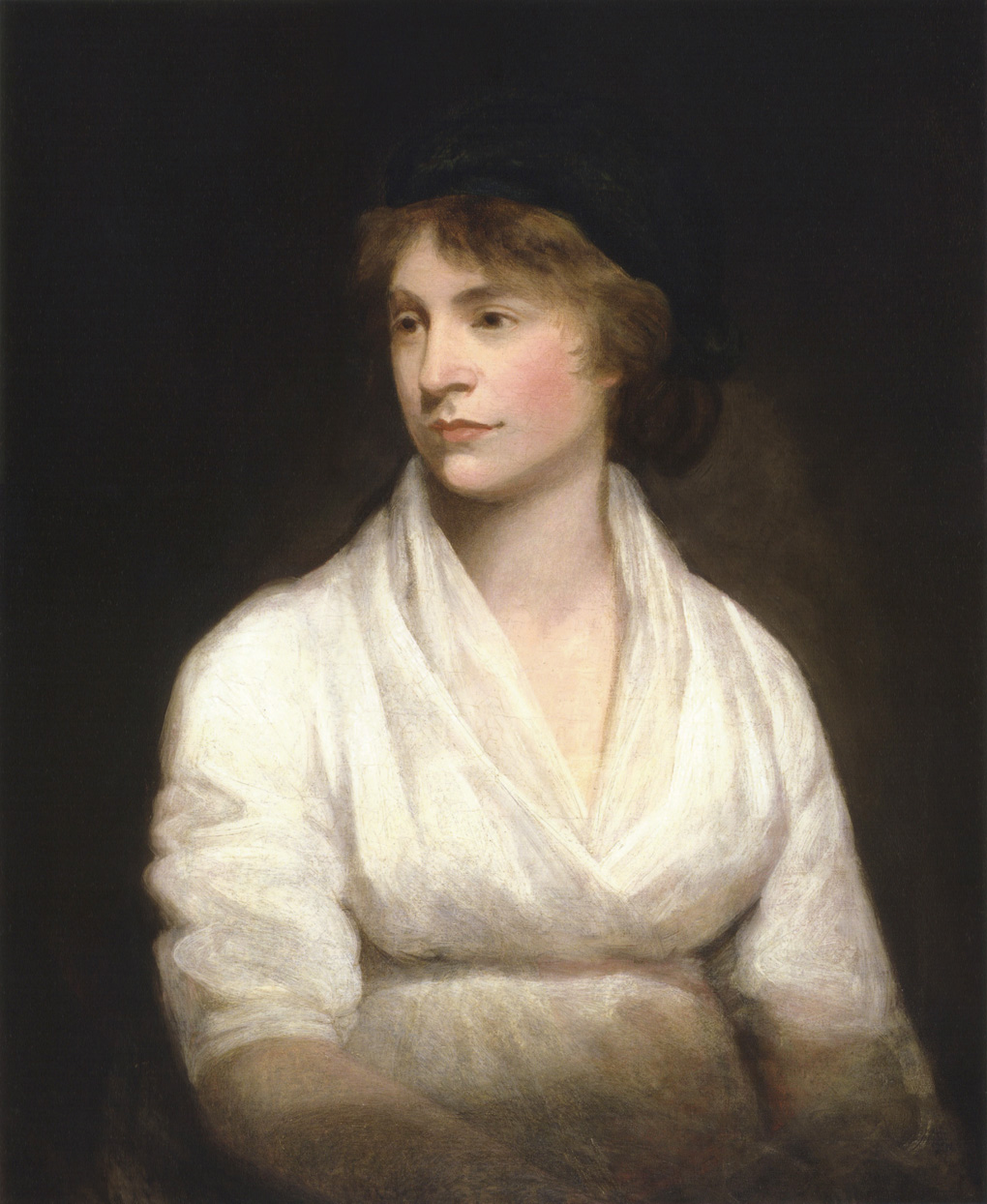
Mary Wollstonecraft (1759–1797)

### Wollt
- Wollter, Sven (1934–2020), schwedischer Schauspieler

### Wollw
- Wöllwarth, Erich (1872–1951), deutscher Offizier, zuletzt General der Infanterie
- Wöllwarth, Wilhelm von (1802–1875), deutscher Jurist, Präsident des badischen Evangelischen Oberkirchenrats und Abgeordneter beim Erfurter Unionsparlament
- Wöllwarth-Lauterburg, August von (1845–1908), württembergischer Generalmajor und Oberhofmarschall
- Wöllwarth-Lauterburg, Georg von (1836–1919), deutscher Rittergutsbesitzer und Politiker, MdR
- Wollweber, Ernst (1898–1967), deutscher Politiker (KPD, SED), MdR, MdV, Minister für Staatssicherheit in der DDR
- Wollweber, Georg, deutscher Unternehmer und Abgeordneter
- Wollweber, Sabrina (* 1996), deutsche Schauspielerin